# Fructomaltose
Fructomaltose ist ein Trisaccharid aus der Gruppe der Kohlenhydrate.

## Eigenschaften
Fructomaltose ist ein Fructosederivat der Maltose und ein nicht-reduzierender Zucker, der im Honigtau vorkommt. Sie fördert selektiv das Wachstum von Bifidobakterien in der menschlichen Darmflora.